# White Ribbon Cup 2011-12
La White Ribbon Cup 2011-12 fue la primera y única edición de la copa nacional de la ASB Premiership. Participaron los seis equipos que no habían clasificado a la Liga de Campeones de la OFC.
El campeón fue Team Wellington que goleó 6-1 al Waikato FC en la final.

## Participantes
| Conferencia Norte   | Conferencia Sur   |
| ------------------- | ----------------- |
| Hawke's Bay United  | Canterbury United |
| Waikato FC          | Otago United      |
| YoungHeart Manawatu | Team Wellington   |

## Resultados

### Fase de grupos

#### Conferencia Norte
| Equipo              | Pts | PJ | PG | PE | PP | GF | GC | Dif |
| ------------------- | --- | -- | -- | -- | -- | -- | -- | --- |
| Waikato FC          | 6   | 2  | 2  | 0  | 0  | 5  | 1  | 4   |
| Hawke's Bay United  | 3   | 2  | 1  | 0  | 1  | 5  | 2  | 3   |
| YoungHeart Manawatu | 0   | 2  | 0  | 0  | 2  | 1  | 8  | -7  |

| 3 de diciembre de 2011 | Waikato FC               | 2:0 | Hawke's Bay United | Crown Park, Taupo      |                        |
|                        | Lissette 17' · Hicks 29' |     |                    | Árbitro(s): Chris Kerr | Árbitro(s): Chris Kerr |

| 4 de marzo de 2012 | Hawke's Bay United                                                    | 5:0 | YoungHeart Manawatu | Bluewater Stadium, Napier  |                            |
|                    | S. Wilson 26' 37' · D. Wilson 29' · Matt Hastings 78' · Hindmarch 84' |     |                     | Árbitro(s): Jonathan Price | Árbitro(s): Jonathan Price |

| 17 de marzo de 2012 | YoungHeart Manawatu | 1:3 | Waikato FC            | Memorial Park, Manawatu  |                          |
|                     | Soromon 18'         |     | Thomas 19' 40' · Awad | Árbitro(s): Nick Waldron | Árbitro(s): Nick Waldron |

#### Conferencia Sur
| Equipo            | Pts | PJ | PG | PE | PP | GF | GC | Dif |
| ----------------- | --- | -- | -- | -- | -- | -- | -- | --- |
| Team Wellington   | 6   | 2  | 2  | 0  | 0  | 9  | 1  | 8   |
| Canterbury United | 3   | 2  | 1  | 0  | 1  | 2  | 4  | -2  |
| Otago United      | 0   | 2  | 0  | 0  | 2  | 2  | 8  | -6  |

| 3 de diciembre de 2011 | Team Wellington  | 3:0 | Canterbury United | David Farrington Park, Wellington |                   |
|                        | Lucas 9' 20' 30' |     |                   | Árbitro(s): Cross                 | Árbitro(s): Cross |

| 4 de marzo de 2012 | Canterbury United                | 2:1 | Otago United | ASB Football Park, Christchurch |  |
|                    | Clapham 6' (pen) · MacIntyre 72' |     | Hancock 85'  |                                 |  |

| 17 de marzo de 2012 | Otago United       | 1:6 | Team Wellington                                    | Memorial Park, Manawatu |  |
|                     | Prattley 53' (pen) |     | Fenton 2' 35' 46' · Eagar 3' 44' (pen) · Lucas 82' |                         |  |

### Final
| 1 de abril de 2012 | Waikato FC       | 1:6 | Team Wellington                                                  | Gower Park, Hamilton    |                         |
|                    | Thomas 55' (pen) |     | Galbraith 12' 57' 75' · Fleming 16' · Fa'arodo 46' · Lucas 90+5' | Árbitro(s): Mark Hester | Árbitro(s): Mark Hester |

| Bandera de Nueva Zelanda            |
| Campeón Team Wellington 1.er título |

## Goleadores
| Jugador         | Equipo          | Goles |
| --------------- | --------------- | ----- |
| Dakota Lucas    | Team Wellington | 5     |
| Louis Fenton    | Team Wellington | 2     |
| Ethan Galbraith | Team Wellington | 2     |